# Anglo-arabe sarde
Vous lisez un « bon article » labellisé en 2021.
Pour les articles homonymes, voir Sarde (homonymie) et Anglo-arabe (homonymie).
L'Anglo-arabe sarde  (italien : Cavallo anglo-arabo-sardo), appelé aussi Sarde, Sardinian ou Sardinier, est une race de chevaux de selle italiens, de type Anglo-arabe, originaire de Sardaigne. Ses origines remontent à l'époque sarrasine, lorsque l'Arabe et le Barbe sont croisés aux petits chevaux indigènes sardes. La race prend sa forme actuelle durant la  seconde moitié du XXe siècle, avec l'apport du Pur-sang. Son stud-book est créé en 1981, peu après ses victoires notables aux Jeux olympiques de Moscou. Elle décline au début du XXIe siècle, en raison du désengagement de l'État italien dans un contexte de crise économique.  
L'Anglo-arabe sarde sert historiquement la police montée italienne, et constitue une bonne monture de sports hippiques et de sports équestres, avec plusieurs victoires internationales à son actif en saut d'obstacles et en concours complet durant les années 1980. Les effectifs sont désormais réduits, avec moins de 500 naissances annuelles. 

## Dénomination
Dans la base de données de la FAO DAD-IS, l'Anglo-arabe sarde n'est plus considéré comme une race spécifique, mais comme un Anglo-arabe (un cheval issu de croisements entre le Pur-sang et l'Arabe) élevé en Sardaigne et par extension en Italie. En effet, le croisement entre le Pur-sang et l'Arabe existe aussi bien en France (Anglo-arabe français) qu'en Hongrie (Gidran), en Espagne et en Sardaigne.
Le nom local italien est Anglo-Arabo-Sardo. En anglais, cette race est nommée Sardinian.
L'encyclopédie Tous les chevaux du monde de la journaliste britannique Caroline Silver (1979, traduction française de janvier 1984) présente cette race sous le nom de « Sarde », une autre dénomination possible est « Sardinier ». Les traductions des ouvrages des auteurs italiens Maurizio Bongianni et Gianni Ravazzi, ainsi que du journaliste autrichien Martin Haller, décrivent ce cheval sous le nom d'« Anglo-arabe sarde ».

## Histoire
Lors de la domination sarrasine de la Sardaigne, des chevaux Arabe et Barbe sont croisés avec les petits chevaux indigènes de l'île,,,. Au début du XVIe siècle, Ferdinand le Catholique introduit l'Andalou et fonde un haras près d'Abbasanta,,. L'origine de l'Anglo-arabe sarde remonte ainsi à ces croisements effectués avec l'Arabe (Purosangue Orientale) au début du Moyen Âge, puis avec l'Andalou,. L'élevage du cheval de selle se développe sur l'île avec la création de nouveaux haras à Padromannu, Mores et Monte Minerva,.
Cet élevage décline au XVIIIe siècle, à la suite de la prise de contrôle de la Sardaigne par la maison de Savoie en 1720,. En 1874, un centre d'élevage est créé à Ozieri pour garantir le service de chevaux pour les unités de cavalerie de l'armée,. Pour obtenir des montures adaptées à ce service, la jumenterie indigène est croisée avec des étalons orientaux, dont l'étalon Osmanié, et, à partir de 1883, des étalons français de race Anglo-arabe,. Le rattachement officiel de la Sardaigne à la Maison de Savoie entraîne un regain de l'élevage au cours du XXe siècle, avec un nouvel apport de l'Arabe à partir de 1908,. 
En 1915, le capitaine Grattarola, alors directeur du dépôt d'étalons d'Ozieri, interdit le père Pur-sang et impose l'étalon Arabe aux 600 meilleures juments sélectionnées en Sardaigne à l'époque. Parmi ces étalons importés depuis l'Orient, certains se distinguent, comme Abbajan Sciarragh, Talata u Kamsin et Etnen u Kamsin. Par la suite, le cheptel local sarde, d'origine mélangée entre la race locale et le cheval oriental, est croisé avec l'Arabe et le Pur-sang.
En 1921, un premier hippodrome officiel est inauguré près d'Ozieri, ce qui pousse les éleveurs à demander l'admission du Pur-sang en croisement, en particulier, en 1937, l'étalon Oriole, un fils de Havresac II. Dans les années 1930, la Sardaigne compte ainsi plusieurs haras de Pur-sang arabe et d'Anglo-arabe, investis pour maintenir le cheval de selle local, considéré comme un animal de grande valeur.
Durant la seconde moitié du XXe siècle, les croisements avec l'Arabe sont remplacés par le Pur-sang, qui apporte la taille et la conformation du type actuel,,. En 1967, la race est reconnue officiellement et le conseil d'administration adopte le nom d'« Anglo Arabo Sardo ». En 1969, la loi régionale no 27 du 29 mai créée le statut de l'Institut de dressage du cheval, qui prend les la suite du dépôt d'étalons du royaume de Sardaigne.
Durant les années 1970 et 1980, les étalons Fox Trott (par Florealys et Fera) et Clavelito (par Fontenoi et Jolie Claire) apportent à la race des compétences sportives notables. Le stud-book (registre généalogique) de l'Anglo-arabe sarde est ouvert en 1981. L'étalon Anglo-arabe français Pirafin (par Faritchou et Hamada) devient lui aussi un reproducteur notable, père de Quirky Mare, Quadrio et Trés Jolì.
En juillet 2015, un « important séminaire sur la recherche scientifique appliquée à l'amélioration génétique du cheval » est tenu dans la salle de conférence de la Tanca Regia d'Abbasanta. La conseillère à l'agriculture Elisabetta Falchi souligne le déblocage de nouveaux fonds pour l'élevage de ce cheval, durant les trois années suivantes. Néanmoins, en 2017, d'après le Cavallo Magazine, cette race de chevaux est dévalorisée en raison du désinvestissement de l'État italien envers son élevage. Un étalon du nom de Maluentu devient alors l'emblème de cette race en déclin, et par extension de l'élevage équin sarde. La cavalière Lucie Bardin décrit l'élevage de l'Anglo-arabe sarde comme étant « presque oublié ».

## Description

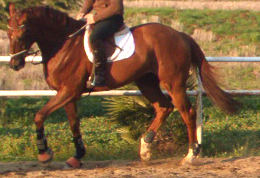
Anglo-arabe sarde au travail.

La morphologie de l'Anglo-arabe sarde varie en fonction des origines de chaque animal. Plus le taux d'origines Pur-sang est important, et plus les mesures morphométriques augmentent, en particulier la taille au garrot.

### Taille et poids
L'Anglo-arabe sarde est divisé en trois catégories en fonction de sa taille,. Cependant, les auteurs effectuent cette division selon des fourchettes différentes. Selon Bongianni et Ravazzi, les chevaux de petite taille toisent de 1,56 m à 1,58 m, ceux de taille moyenne de 1,58 m à 1,65 m, et ceux de grande taille plus de 1,65 m,,. Haller attribue la petite taille aux chevaux de moins de 1,60 m et la taille intermédiaire à ceux toisant de 1,60 m à 1,65 m. D'après Caroline Silver (1979), ces chevaux toisaient à son époque entre 1,50 m et 1,52 m, parfois moins, et rarement plus. Gianni Ravazzi (2010) indique une moyenne de 1,60 m chez les femelles et 1,63 m chez les mâles.
Le poids se situe généralement entre 450 kg et 550 kg.

### Morphologie

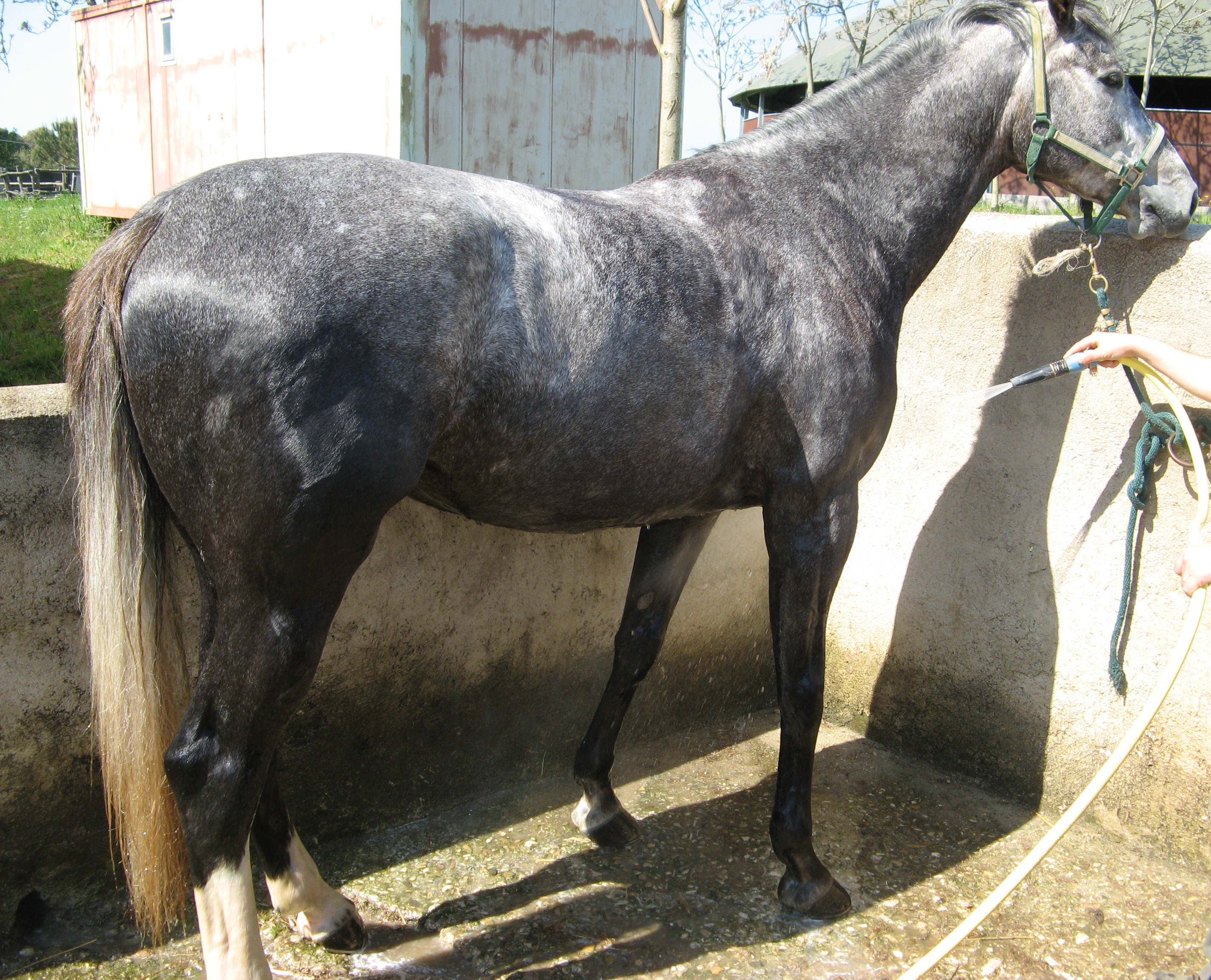
Anglo-arabe sarde gris pendant sa douche.

La morphologie de ce cheval est naturellement dans le type Anglo-arabe.
La tête est légère et sèche, de format carré, dotée d'un profil rectiligne,,,. Les oreilles petites et mobiles, les yeux grands et vifs et les naseaux larges,,. La nuque est légère. L'encolure est plutôt légère, longue et fine, bien proportionnée et bien attachée, décrite comme élégante par Bongianni. La poitrine est large, le thorax profond et ample. Les côtes sont arquées. L'épaule est inclinée et longue,. Le garrot est long, saillant d'après une majorité d'auteurs,,,, pas trop saillant d'après Edwards. Le dos est assez long (ligne dorsale courte selon Ravazzi), droit selon une majorité d'auteurs,,, avec une tendance à légèrement s'enseller selon Bongianni. Le thorax est profond, ample et musclé. Le ventre est parfois levretté et peut présenter des défauts selon Haller. Les reins sont courts et musclés. La croupe est inclinée et longue, présentant la forme typique de celle des chevaux de sport. La queue est riche en crins et attachée haut,,,. Les membres sont secs et solides, avec des canons et des tibias longs et minces mais résistants,, les jarrets sont assez hauts, les paturons inclinés et les pieds de juste proportion,, dotés d'une forme cylindrique. Ce cheval n'a pas de fanons.

### Robe
La robe de l'Anglo-arabe sarde peut être le bai, l'alezan, le gris ou le noir. Cependant, d'après Silver, l'alezan brûlé et le bai sont les robes les plus fréquentes.

### Tempérament et allures
D'après Maurizio Bongianni, l'Anglo-arabe sarde est un cheval résistant et rapide. Son tempérament est équilibré selon lui, vigoureux selon Silver, nerveux et courageux selon Ravazzi, fougueux selon Jasper Nissen. Si ce cheval est résistant et endurant (doté de fond),, il est également très vif et nécessite de ce fait un cavalier aguerri,. Il peut néanmoins montrer un grand attachement envers son cavalier,.
Il dispose d'un pied sûr, résultat de son élevage en milieu montagneux.
D'après Silver, ses allures sont droites et franches. L'action est rasante, le galop rapide.

### Sélection
Les objectifs de sélection de la race ont évolué au cours de son histoire. Le croisement entre Arabe et Pur-sang a eu pour objectif les courses, le saut d'obstacles, ou d'autres sports. Par ailleurs, la race a été sélectionnée dans un environnement isolé.
Depuis 1963, le registre de l'Anglo-arabe sarde demande toujours un minimum de 25 % d'origines arabes. Ce pourcentage d'origines arabes doit être précisé dans les papiers d'identification du cheval. Lors de la reconnaissance de la race en 1967, les critères sont établis à un taux d'origines arabes situé entre 25 et 75 %, et la sélection est orientée vers le sport. En 2020, le taux de complétude des données généalogiques du stud-book est proche de 100 % pour ce qui est des chevaux vivants. Par ailleurs, le taux d'origines Pur-sang et Arabe de chaque animal est connu.
La sélection récente de la race témoigne d'efforts pour limiter sa consanguinité. En revanche, la diversité d'origines paternelles est basse, témoignant qu'un nombre réduit d'étalons est à l'origine de la race. Environ la moitié des Anglo-arabes sardes actuels descendent de seulement 3 étalons reproducteurs. Un goulet d'étranglement génétique causé par ce faible nombre de lignées mâles est ainsi bien visible, faisant peser un risque de dérive génétique sur la race. En revanche, l'Anglo-arabe sarde dispose d'une bonne diversité d'haplotypes, témoignant d'origines maternelles variées et d'une origine indigène des juments, génétiquement éloignées de la race Arabe et des autres races italiennes.

## Utilisations
L'Anglo-arabe sarde est avant tout un cheval de selle et de sport, les sports équestres constituant sa principale utilisation en 2020. Il sert historiquement de monture pour la police montée locale, qui l'apprécie pour son courage. De cheval militaire, il a ensuite été reconverti comme cheval de sport.
Il s'illustre dans les courses hippiques, particulièrement celles organisées à Cagliari. Il se défend dans de nombreuses disciplines équestres comme le saut d'obstacles (grâce à son aptitude au saut), le dressage, l'endurance et le TREC. D'après Silver (1979), ce cheval a le niveau pour participer à des compétitions de saut de difficulté moyenne, mais a participé auparavant à des compétitions de niveau international, pour l'équipe de l'armée italienne. En effet, cette race a obtenu des succès importants lors des différentes revues nationales d'éleveurs organisées par l'ENCI (Organisation nationale du cheval italien, devenue l'UNIRE).
Rohan Lechereo décroche une médaille d'or par équipes et une médaille d'argent en individuel en concours complet d'équitation, aux Jeux olympiques de Moscou,. Argo del Vallitara est le seul cheval italien de l'équipe nationale aux JO de Los Angeles. Ce passé sportif prestigieux a toutefois été suivi d'un important déclin au XXIe siècle.

## Diffusion de l'élevage
L'Anglo-arabe sarde est une race fameuse en Italie, considérée comme emblématique de son île d'origine puisqu'il est propre à la Sardaigne. D'après la thèse de Luigi Scarpati (La Sardegna: terra di cavalli per l'esercito), en 2004-2005, 85 à 90 % des chevaux Anglo-arabes italiens naissent en Sardaigne. Depuis sa création, le registre généalogique de la race, tenu par le ministère italien de l'Agriculture, a enregistré 43 624 animaux nés entre 1853 et 2013. En 2020, le nombre de chevaux vivants appartenant à cette race est estimé à 13 266 par le chercheur italien Andrea Giontella et ses collègues.
L'un des meilleurs élevages au début du XXIe siècle, selon Haller, est situé près du site archéologique de Nora.
L'élevage est en difficulté au début du XXIe siècle en raison de la crise économique et les nouvelles naissances chutent à moins de 500 par an. Par ailleurs, l'ouvrage Equine Science (4e édition de 2012) le classe parmi les races de chevaux de selle peu connues au niveau international.
L'Anglo-arabe sarde était considéré par l'étude de l'université d'Uppsala menée pour la FAO (2010) comme une race européenne locale en danger critique d'extinction. En revanche, la base de données DAD-IS n'indique pas de niveau de menace.
L'Anglo-arabe sarde est cité dans le roman des écrivains italiens Massimo Carlotto et Francesco Abate, J'ai confiance en toi.

#### Ouvrages et travaux de recherche spécialisés
- [Giontella et al. 2020] (en) Andrea Giontella, Francesca Maria Sarti, Irene Cardinali et Samira Giovannini, « Genetic Variability and Population Structure in the Sardinian Anglo-Arab Horse », Animals, vol. 10, no 6,‎ juin 2020, p. 1018 (DOI 10.3390/ani10061018, lire en ligne, consulté le 13 juin 2021)
- [Giontella et al. 2020] (en) Andrea Giontella, Francesca Maria Sarti, Giovanni Paolo Biggio et Samira Giovannini, « Genetic Parameters and Inbreeding Effect of Morphological Traits in Sardinian Anglo Arab Horse », Animals, vol. 10, no 5,‎ mai 2020, p. 791 (DOI 10.3390/ani10050791, lire en ligne, consulté le 18 juin 2021)
- [Gratani 2002] (it) Lucio Gratani, L'anglo arabo sardo, Bramante-Edizioni Equestri, 2002, 195 p. (ISBN 978-88-7752-051-7)
- [Manca et Lubas 1990] (it) Mario Manca et George Lubas, Il cavallo Anglo Arabo Sardo : tesi di laurea, 1990, 90 p. (présentation en ligne)

#### Ouvrages généralistes
- [Bongianni 1987] Maurizio Bongianni (trad. de l'italien par Elisabeth de Lavigne), Les chevaux, vol. 1503, Paris, Éditions Solar, 1987 (ISBN 2-263-01202-8).
- [Ravazzi 2002] Gianni Ravazzi (trad. de l'italien), L'encyclopédie des chevaux de race, Bergame, Italie, Éditions De Vecchi, 15 novembre 2002, 191 p. (ISBN 2-7328-2594-8, OCLC 470110979), p. 64. .
- [Edwards 2005] Elwyn Hartley Edwards, L'œil nature : chevaux, Nord Compo, Villeneuve-d'Ascq, Larousse, 2005, 255 p. (ISBN 978-2-03-560408-8), p. 162-163.
- [Haller 2003] Martin Haller (trad. de l'allemand par Francis Grembert), L'encyclopédie des races de chevaux, Bruxelles, Editions Chantecler, 2003, 260 p. (ISBN 2-8034-4543-3, OCLC 1040356024), « Anglo-arabe sarde ».
- [Hendricks 2007] (en) Bonnie Lou Hendricks, International Encyclopedia of Horse Breeds, Norman, University of Oklahoma Press, 15 août 2007, 2e éd., 486 p. (ISBN 0-8061-3884-X, OCLC 154690199), « Sardinian Anglo-Arab », p. 371. .
- [Nissen 2003] (de) Jasper Nissen, Enzyklopädie der Pferderassen, vol. 3, Kosmos, 2003, 412 p. (ISBN 3-440-09723-4), « Sardischen Anglo-Araber ».
- [Ravazzi et Siméon 2010] Gianni Ravazzi et Victor Siméon (trad. de l'italien par Cécile Breffort), L'Encyclopédie mondiale des chevaux de race : Plus de 150 races de chevaux de selle et poneys, Éditions De Vecchi, 20 septembre 2010 (ISBN 978-2-7328-9546-8), p. 124-125. .
- [Rousseau 2016] Élise Rousseau (ill. Yann Le Bris), Guide des chevaux d'Europe, Delachaux et Niestlé, 1er août 2016 (ISBN 978-2-603-02437-9), « Anglo-arabe sarde », p. 135. .
- [Silver 1984] Caroline Silver (trad. de l'anglais), Tous les chevaux du monde en couleur : Un multiguide nature, Éditions Bordas, janvier 1984 (ISBN 2-04-012574-4, OCLC 1136121878, BNF 34845648).
- [Soldi 2012] (it) Alberto Soldi, Cavalli : conoscere, riconoscere e allevare tutte le razze equine più note del mondo, De Agostini, 2012, 258 p. (ISBN 978-88-418-7690-9, présentation en ligne), p. 74-75